# Арест пропагандиста
«Арест пропагандиста» — картина русского художника Ильи Репина (1844—1930). Существует два варианта картины, законченные в 1878 и 1892 годах. Обе картины хранятся в Государственной Третьяковской галерее в Москве (инв. 755, 6252). Размеры картин — 38 × 57 см. 34,8 × 54,6 см.

## Сюжет

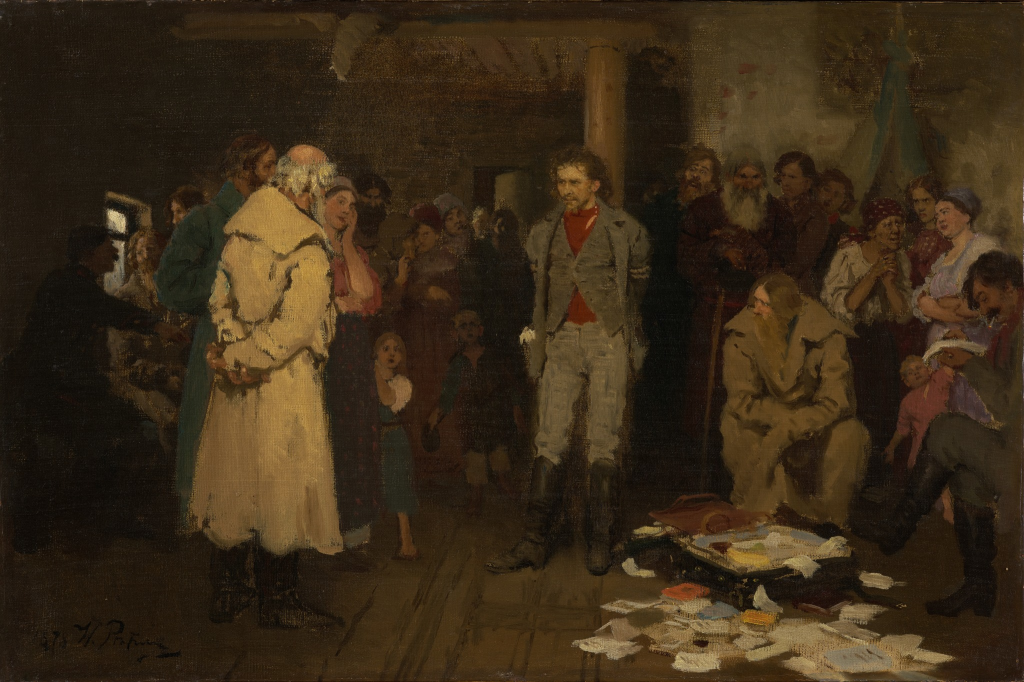
Арест пропагандиста. Вариант 1878 года.

Известно два варианта композиции, которые сам художник называл по-разному: «Арест в деревне» или «Арест нигилиста».
На первом полотне показана сцена внезапного ареста разночинца-народника. Деревенские жители собрались в тесной избе, чтобы увидеть досмотр вещей арестованного. В его чемодане обнаружились какие-то бумаги, вероятно, запрещенная цензурой литература. На лицах людей — праздное любопытство. Народник с недоумением прислушивается к обвинительным словам крестьянина в длинном армяке. Покорное принятие пропагандистом своей участи ассоциируется со смирением Христа. Репин обращается к иконографическому мотиву бичевания Христа, распространенному в христианском искусстве. Арестанта привязывают к столбу, поддерживающему стропила крыши избы. Пустое пространство рядом с героем подчеркивает окружающую его атмосферу всеобщего отчуждения и осуждения.
Позднее Репин создал второй вариант полотна, в котором изменил трактовку сцены. Было сокращено количество фигур. Главный герой представал разгневанным, вырывающимся из рук привязавших его к столбу жандармов. Изобразив главного героя в центре полотна в ярко-красной рубахе, художник снабдил произведение символикой революционного цвета, одновременно показав, как равнодушно взирают на происходящее свидетели, раскрыл столкновение мировоззрений крестьянства и разночинной интеллигенции.

## Создание
Замысел этой картины появился у Репина ещё в 1878 году. Картина входила в «народовольческий цикл» Репина, в который включают полотна «Перед исповедью» и «Сходка».
Картина была написана под впечатлением от политического «процесса ста девяноста трех», завершившегося в Санкт-Петербурге в начале 1878 года.
Первый вариант картины находился в собрании поэта Николая Минского, а затем у его жены, писательницы Юлии Безродной, в Санкт-Петербурге. В 1898 году она продала её московскому собирателю Ивану Цветкову. В 1920-х годах собрание Цветковской галереи поступило в распоряжение Третьяковской галереи.

## Восприятие
В 1891 году во время посещения российской императорской четой Александром III и Марией Фёдоровной выставки художника по случаю его 25-летия творческой деятельности им был показан и «Арест пропагандиста». «Даже „Арест нигилиста“ вытащили ему, — писал позже Репин Татьяне Толстой, — рассматривал и хвалил исполнение, хотя ему показалось странным, почему я писал это так тонко и старательно».
Надежда Крупская вспоминая, как высоко ценил её супруг и революционер Владимир Ленин творчество Ильи Репина, отмечала как наиболее выдающиеся полотна художника «Не ждали», «Арест пропагандиста» и «Отказ от исповеди».